# Tom Sneva

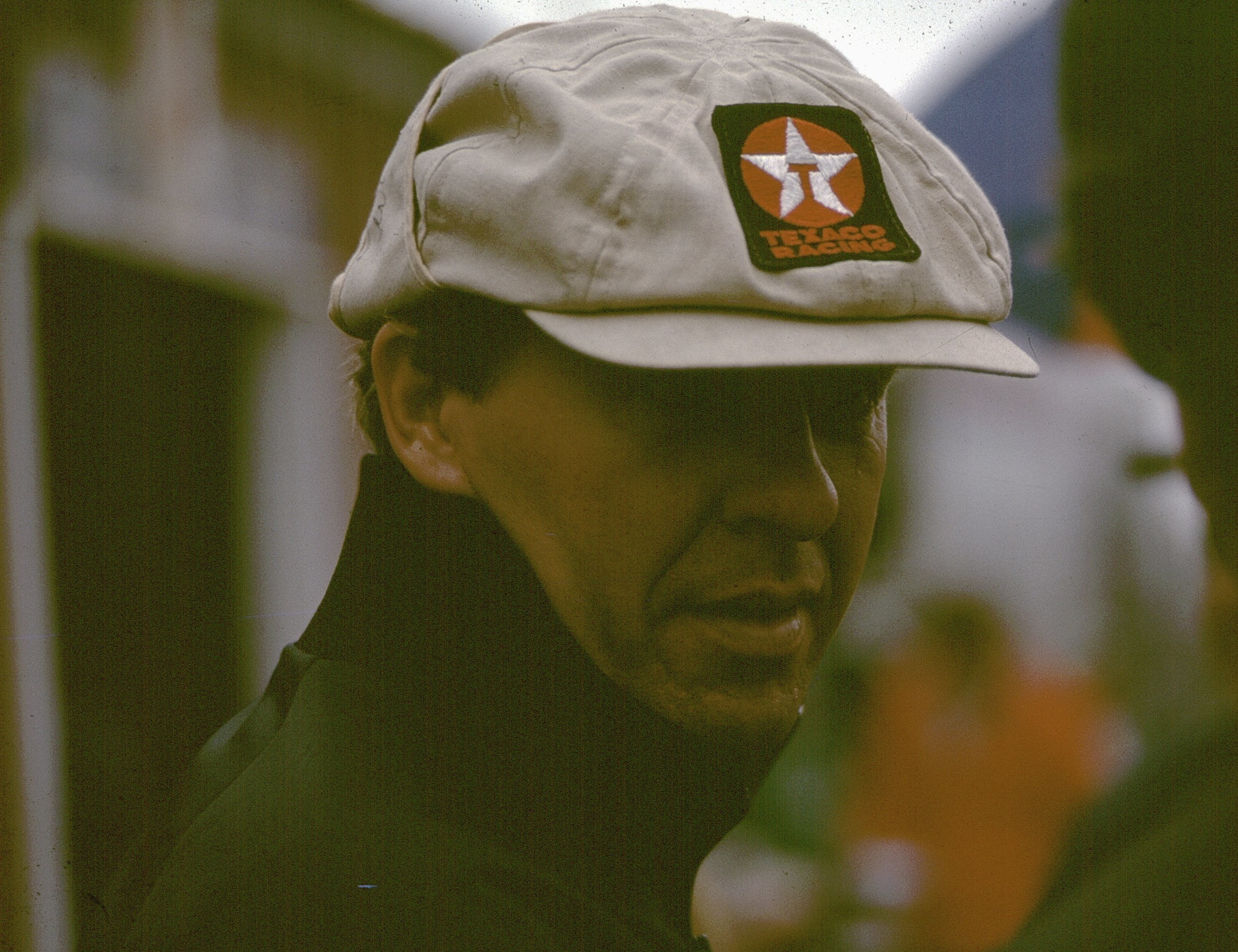
Tom Sneva.

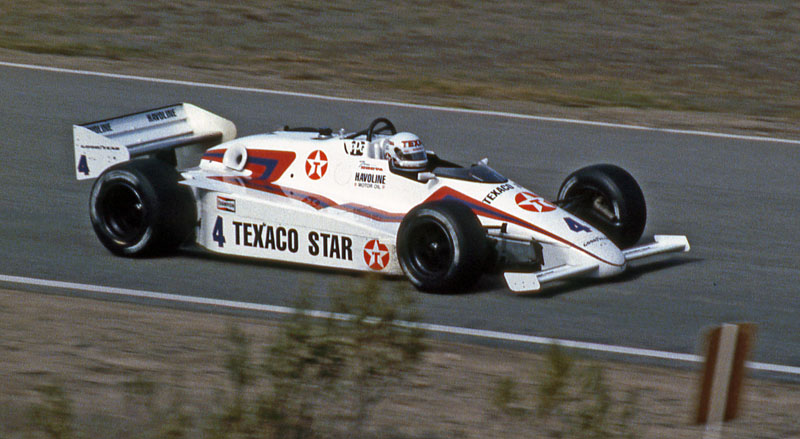
Tom Sneva en la fecha de Laguna Seca de la serie CART 1984.

Thomas E. Sneva, más conocido como Tom Sneva (Spokane, Washington, Estados Unidos, 1 de junio de 1948), es un piloto de automovilismo de velocidad estadounidense. Ganó el Campeonato Nacional del USAC en 1977 y 1978, fue subcampeón en 1984, tercero en 1980 y cuarto en 1983.
Sneva logró 13 triunfos y 50 podios a lo largo de su carrera en monoplazas Indy. Resultó primero en las 500 Millas de Indianápolis de 1983, segundo en 1977, 1978 y 1980, y cuarto en 1982. También fue especialmente exitoso en los óvalos cortos de Milwaukee y Phoenix, con cuatro victorias y ocho podios en cada uno.
Su hermano Jerry también es piloto de automovilismo.

## Carrera deportiva
La primera carrera de Sneva en el Campeonato Nacional del USAC fue en Trenton 1971. En 1973 volvió y compitió para distintos equipos en la mitad de las carreras, llegando décimo en una de ellas. Grant King lo contrató para disputar la temporada 1974 por completo. Terminó 18º con un quinto lugar en Michigan como mejor resultado.
Sneva se unió en 1975 a Penske, con el cual ganó su primera carrera en Michigan. Sumada a tres podios más y habiendo faltado a dos carreras, concluyó el año en la sexta colocación. En 1976 faltó nuevamente a dos carreras; llegó dos veces tercero y una vez quinto, de manera que terminó octavo en el campeonato.
Sneva ganó dos carreras en 1977, Texas y Pocono, y sumó cuatro podios adicionales, lo que le valió coronarse campeón del USAC. En las 500 Millas de Indianápolis de ese año, giró una vuelta de clasificación a 200,535 mph (322,730 km/h) de promedio, la primera vez en la historia de ese óvalo en que se superaron las 200 mph. En 1978 largó siete veces en la pole position pero no ganó ninguna carrera. Sin embargo, 10 podios en 18 carreras le bastaron para repetir el título.
En 1979, Sneva cambió tanto de equipo como de categoría, ya que Penske lo despidió pese a los dos títulos y lo contrató Jerry O'Connell para competir en la serie CART. Con cuatro podios pero ninguna victoria, resultó séptimo ese año. Ganó en Phoenix y subió al podio en otras tres, terminando tercero en el clasificador final.
Sneva se sumó a Bignotti-Cotter en 1981. Ganó dos carreras en Milwaukee y Phoenix, llegó tercero en otra y finalizó octavo, habiéndose ausentado en dos carreras. En 1982 volvió a ganar en Milwaukee y Phoenix, segundo en Riverside y quinto en la tabla final. En 1983 ganó por única vez las 500 Millas de Indianápolis, venció en Milwaukee y terminó tercero, de manera que quedó en la cuarta posición final.
En 1984 pasó a correr para el equipo Mayer. Ganó en Phoenix, Mikwaukee y Las Vegas, llegó segundo en Michigan y tercero en Long Beach, con lo cual fue subcampeón por detrás de Mario Andretti.
Los siguientes tres años corrió para Dan Gurney y Mike Curb. En 1985 finalizó séptimo con dos podios en Michigan y Milwaukee. En 1986 fue décimo al llegar segundo en Phoenix y Milwaukee. En 1987 corrió 10 de las 15 carreras, y resultó 14º con un tercer puesto en Long Beach como mejor resultado. En 1988 corrió en Indianápolis y Michigan para Hemelgarn. En 1989 corrió en siete de las quince fechas para Granatelli. En 1990 y 1992 disputó sus últimas 500 Millas de Indianápolis.
Sneva también compitió en ocho carreras de la Copa NASCAR entre 1977 y 1987; llegó séptimo en las 500 Millas de Daytona en un Chevrolet. Asimismo, disputó 14 carreras de la International Race of Champions entre 1978 y 1985; terminó carreras en el segundo, tercer, cuarto y quinto puesto en una ocasión cada uno, y resultó cuarto en la temporada 1985 y séptimo en 1979.